# Reinhard Heydenreuter
Reinhard Heydenreuter (* 14. November 1942 in Penzberg, Oberbayern) ist ein deutscher Jurist und Historiker.
Er war Archivdirektor am Bayerischen Hauptstaatsarchiv und Leiter des Archivs der Bayerischen Akademie der Wissenschaften sowie Professor für Neuere Geschichte und Bayerische Landesgeschichte an der Katholischen Universität Eichstätt-Ingolstadt sowie der Universität Passau.

## Leben
Von 1953 bis 1962 besuchte Heydenreuter das Humanistische Gymnasium Tegernsee. Nachdem er dort das Abitur abgelegt hatte, studierte er bis 1968 an der Ludwig-Maximilians-Universität München Rechtswissenschaft, Geschichte und Philosophie. Im Jahr 1969 schloss er sein erstes juristisches, 1974 sein zweites Staatsexamen, jeweils mit einer Prädikatsnote ab. Von 1970 bis 1974 machte er sein juristisches Referendariat und erhielt ein Promotionsstipendium der Studienstiftung des deutschen Volkes. Von 1973 bis 1977 war Reinhard Heydenreuter wissenschaftlicher Mitarbeiter am Lehrstuhl für Bürgerliches Recht und Rechtsgeschichte der Universität Augsburg und war Lehrbeauftragter für Verfassungsgeschichte im Philosophischen Fachbereich. Im Jahr 1974 trat er in den bayerischen Archivdienst mit anschließender Referendarszeit ein (Archivschule München). 1977 machte er sein Staatsexamen für den bayerischen Archivdienst. 1978 wurde er in bayerischer Landesgeschichte mit der Arbeit Der landesherrliche Hofrat unter Herzog und Kurfürst Maximilian I. (1598–1651) promoviert.
Ab 1978 war er Archivrat und Leiter des Rechts- und Kommunalreferats bei der Generaldirektion der Staatlichen Archive Bayerns. Er ist Dozent für Geschichte und Recht an der Fachhochschule für öffentliche Verwaltung und Rechtspflege in Bayern, Abteilung Archivwesen und an der Bayerischen Archivschule. 1979/80 hielt sich Reinhard Heydenreuter im Auftrag der bayerischen Archivverwaltung in den Vereinigten Staaten auf. Dort verzeichnete er zehn Monate lang die amerikanischen Besatzungsakten 1945 bis 1949 (OMGUS-Bestände) bei den National Archives in Washington, D.C.
1982 wurde er zum Archivoberrat ernannt. Seit 1988 ist er, neben der Tätigkeit bei der Generaldirektion der Staatlichen Archive Bayerns und der Bayerischen Archivschule, Leiter des Archivs der Bayerischen Akademie der Wissenschaften. 1990 ging er wieder zurück nach Washington, D. C. um dort im Auftrag der bayerischen Archivverwaltung verschiedenste amerikanische Akten zu verzeichnen. 1996 habilitierte er sich an der Katholischen Universität Eichstätt-Ingolstadt mit der Arbeit Herrschen durch Strafen. Zur Entwicklung des frühneuzeitlichen Staates im Herzogtum und Kurfürstentum Bayerns.
Seit 1999 ist Reinhard Heydenreuter Honorarprofessor an der Ukrainischen Freien Universität München. 1999/2000 war er Archivdirektor des Staatsarchivs Augsburg, zudem Vorstand der Gesellschaft für Bayerische Rechtsgeschichte an der Universität Augsburg. Seit 2000 war er Leiter des Bereichs Forschung und Wissenschaft beim Bayerischen Hauptstaatsarchiv. Im Jahre 2002 bekam er den Lehrauftrag an der Universität Passau für Bayerische Geschichte. In demselben Jahr wurde er Mitglied der Schewtschenko-Gesellschaft der Wissenschaften (Lemberg/Ukraine) und Leiter des Instituts für Deutsch-Ukrainische Beziehungen der Ukrainischen Universität München.
2004 wurde er stellvertretender Direktor der Akademie der Augustiner-Chorherren von Windesheim (Forschungsstelle Eichstätt). Im Jahr 2005 wurde Reinhard Heydenreuter außerplanmäßiger Professor an der Katholischen Universität Eichstätt-Ingolstadt.
Von 2008 bis 2016 war er CSU-Stadtratsmitglied in Penzberg.
Heydenreuter ist Mitglied der katholischen Studentenverbindung K.D.St.V. Radaspona München im CV.

## Ehrungen
- 2020: Kulturpreis der Stadt Penzberg (gemeinsam mit Johannes Bauer)[2]

## Schriften (Auswahl)
- Der landesherrliche Hofrat unter Herzog und Kurfürst Maximilian I. (= Schriftenreihe zur bayerischen Landesgeschichte. 72), München 1981.
- Recht, Verfassung und Verwaltung in Bayern 1505–1946 (= Ausstellungskataloge der Staatlichen Archive Bayerns. 13), München 1981.
- mit Ingo Krüger und Hermann Rumschöttel: Armenfürsorge und Daseinsvorsorge. Dokumente zur Geschichte der Sozialgesetzgebung und des Sparkassenwesens in Bayern (= Ausstellungskataloge der Staatlichen Archive Bayerns. 31), München 1992.
- Kunstraub. Die Geschichte des Quedlinburger Stiftschatzes, München 1993.
- Von Anfang an geraubt. Die Geschichte des Quedlinburger Stiftschatzes (Ullstein-Taschenbuch), Berlin 1995.
- mit Jan Murken und Raimund Wünsche: Die erträumte Nation. Griechenlands Wiedergeburt im 19. Jahrhundert, München 1993, 2. Aufl. München 1995.
- Vom Dingplatz zum Justizpalast. Kleine Bayerische Rechtsgeschichte (= Hefte zur Bayerischen Geschichte und Kultur. 16), Augsburg 1993.
- Kriminalgeschichte Bayerns, Regensburg 2003.
- Tirol unter dem Bayerischen Löwen. Geschichte einer wechselvollen Beziehung, Pustet, Regensburg 2008.
- Kleine Münchner Stadtgeschichte, Regensburg 2007.
- mit Wolfgang Pledl, Konrad Ackermann: Vom Abbrändler zum Zentgraf. Wörterbuch zur Landesgeschichte und Heimatforschung in Bayern, München 2009.
- Wohltäter der Wissenschaft. Stiftungen für die Ludwig-Maximilians-Universität München in Geschichte und Gegenwart, München 2009.
- Geschichte mit Zukunft. 100 Jahre Stadt Penzberg in Oberbayern. Volk, München 2019.